# MFK Zemplín Michalovce
MFK Zemplín Michalovce – słowacki klub piłkarski. Siedziba klubu mieści się w mieście Michalovce. Został założony w 1912 roku.

## Sukcesy
Czechosłowacja
- 1. SNL (1969–1993)
  - mistrzostwo (1): 1974/1975

Słowacja
- 2. Liga (1993–)
  - mistrzostwo (1):2014/2015 (Promoted)
  - wicemistrzostwo (1): 2013/2014
- Puchar Słowacji (1961–)
  - półfinał (1):  2016/2017

## Historyczne nazwy
- 1912 – Michalovský FS (Michalovský futbalový spolok)
- 1914 – Nagymihályi AC (Nagymihályi athleticai club)
- 1922 – fuzja z ČsŠK Michalovce → Michalovský AC (Michalovský atletický club)
- 1926 – ŠK Michalovce (Športový klub Michalovce)
- 1928 – fuzja z Törökvés Michalovce → ŠK Snaha Michalovce
- 1931 – FAK Michalovce (Futbalový a atletický klub Michalovce)
- 1938 – ŠK Zemplín Michalovce (Športový klub Zemplín Michalovce)
- TJ Zemplín Vihorlat Michalovce (Telovýchovná jednota Zemplín Vihorlat Michalovce)
- MFK Zemplín Michalovce (Mestský futbalový klub Zemplín Michalovce)

## Skład na sezon 2017/2018
| Nr | Poz. | Piłkarz                                     |
| -- | ---- | ------------------------------------------- |
| 2  | OB   | Milan Šimčák                                |
| 3  | OB   | Sergei Shumeyko                             |
| 4  | OB   | Ladislav Šosták                             |
| 6  | PO   | Martin Bednár                               |
| 9  | PO   | Peter Kolesár                               |
| 10 | PO   | Igor Žofčák                                 |
| 12 | PO   | Jozef-Šimon Turík                           |
| 14 | NA   | Martin Regáli                               |
| 15 | PO   | Stanislav Danko                             |
| 16 | PO   | Matúš Begala                                |
| 20 | NA   | Sadam Sulley (wypożyczony z Legii Warszawa) |
| 21 | OB   | José Carrillo                               |
| 22 | BR   | Matúš Kira                                  |

| Nr | Poz. | Piłkarz                                        |
| -- | ---- | ---------------------------------------------- |
| 23 | NA   | Tin Matić (wypożyczony z Legii Warszawa)       |
| 24 | PO   | Martin Koscelník                               |
| 27 | BR   | Gerard Bieszczad                               |
| 29 | NA   | Eligijus Jankauskas (wypożyczony z MŠK Žilina) |
| 30 | BR   | Tomáš Dráb                                     |
| 33 | OB   | Martin Kolesár                                 |
| 37 | OB   | Peter Kavka                                    |
| 70 | PO   | Tsubasa Nishi (wypożyczony z Legii Warszawa)   |
| 79 | NA   | Dawid Kurminowski (wypożyczony z Lecha Poznań) |
| 99 | NA   | Vladislav Bragin                               |
| —  | PO   | Róbert Kovaľ                                   |
| —  | PO   | Howhannes Harutiunian                          |